# Pátek třináctého 6
Pátek třináctého 6 nebo také Pátek třináctého 6: Jason žije je v pořadí 6. díl v hororové sérii Pátek třináctého. Film byl natočen v roce 1986 režisérem Tomem McLoughlinem.

## Děj
Uplynula další doba od masakru v zařízení pro psychicky narušené teenagery, kde pobýval i mladý Tommy Jarvis. Ten má dosud vzpomínky na nechtěného Jasona. Myslí si tedy, že když jej několikrát probodne tyčí a jeho hrob se pokusí zapálit, tak že se jeho vzpomínky na něj vytratí. To ovšem povede k oživení Jasona. Tommy se ocitá před už teď nesmrtelnou bestií, jenže po úniku na policejní stanici mu nikdo nevěří. Zavřen ve vězení se pokouší všechny přesvědčovat o živém Jasonovi, ale stále marně. Šerif se ho později rozhodne sprovodit z okresu, ale i přes výhrůžky Šerifa, aby se Tommy zpět nevracel, se Tommy rozhodne varovat lidi v táboru Forrest Green, bývalém táboru u Křišťálového jezera, před Jasonem. Pomáhá mu v tom Šerifova dcera Megan, která mu jako jediná věří.
Životy několika lidí jsou v rukou Tommyho a Megan. Musí dorazit do tábora Forrest Green dříve než Jason, který si během cesty bude také vychutnávat vraždění zdejších turistů.